# 飛べないコトリとメリーゴーランド
『飛べないコトリとメリーゴーランド』（とべないコトリとメリーゴーランド）は2015年公開の日本映画。

## 製作
ソニー・ミュージックアーティスツ創立40周年記念作品で、同社所属女優である岡野真也主演。同じく同社所属アーティストのチャラン・ポ・ランタンが主題歌・音楽を担当し、劇中でも主人公の同僚と想像上の存在との二役で出演している。

## あらすじ
内向的で、豆大福と読書が好きな大学生羽田コトリは、居候先の叔父のすすめで出版社にインターン体験し、絵本の企画を提案する。やがてその出版社に就職したものの、職場はパワハラ気味の激務や同僚とのしがらみが日々重なり、インターンで出会った恋人とも嫉妬や不信感を募らせる。コトリは次第に、自身が想像する現実逃避の世界を行き来するようになる。

## キャスト
- 羽田コトリ - 岡野真也
- ユカ - もも（チャラン・ポ・ランタン）
- ミカ先輩 - 小春（チャラン・ポ・ランタン）
- 島崎江波 - 成田凌
- 比嘉のぼる - 渡辺佑太朗
- 羽田正男 - 児嶋一哉（アンジャッシュ）
- 大畑課長 - 猪俣三四郎
- 女子高生 - 島野結雨

## スタッフ
- 監督：市川悠輔
- 脚本：市川悠輔・内田わか
- 音楽・劇中歌：チャラン・ポ・ランタン (avex trax)
- 企画・プロデュース：内田わか
- プロデューサー：汐田海平
- 撮影：關根靖享
- 照明：上村奈帆
- 録音：塚本泰章
- 美術：速水萌
- 衣装：森山優花
- ヘアメイク：AOKI
- スチール：山﨑美津留
- 製作：Sony Music Artists Inc.
- 配給：宣伝 : SPOTTED PRODUCTIONS